# 山之村牧場
山之村牧場（やまのむらぼくじょう）は、岐阜県飛騨市神岡町森茂1157にある農業公園、牧場。
2011年のリニューアルに伴い天空の牧場 山之村に改称したが、2012年に天空の牧場 奥飛騨山之村牧場へと再度改称している。

## 概要
山之村とは、この地域の6つの集落の総称である。標高約1,000mの高地であり、過疎化が深刻であった。この地域の活性化を目的に、2000年（平成12年）に吉城郡神岡町が農業公園を計画し、2003年（平成15年）に第三セクター「奥飛騨山之村牧場」が設立された。山之村牧場がオープンしたのは神岡町が合併で飛騨市になった後の2004年（平成14年）4月29日である。
20haの敷地を持ち、十数頭のジャージー牛を飼育している。「高原市場エリア」「やまびこエリア」「まきばエリア」の3つに分かれていて（2008年時点）、オリジナルのソーセージ、ヨーグルト、プリン等を生産する食品加工プラントや、動物とのふれあい体験コーナー、レストハウス、各種遊戯場、手作り体験教室等がある。 手作り体験教室は、ソーセージ作り、パン作り、アイスクリーム作りの体験が可能。

## 休園と再開
当初の運営会社の「奥飛騨山之村牧場」は、神岡町（後に飛騨市）と株式会社ファーム（全国でファームパークを運営）とで設立された第三セクターである。
開業した2004年度の入場者が10万7000人であったのに対し、2007年度には2万人まで落ち込み、累積赤字が2200万円となっていた。しかし生産に限って見れば2007年度の経常収支が20万円と黒字であった。このような状況下で、生産と観光の双方を進めたい飛騨市と、赤字が続いている観光部門を廃して黒字が見込まれる生産に特化したい株式会社ファームとの間で運営方針の対立が発生した。結果、2008年5月に休園、7月に株式会社ファームが運営から撤退、10月に飛騨市が管理者としての指定を取り消すに至った。
そこで、山之村牧場の新たな担い手となる会社を目的として、2008年（平成20年）11月、地元有志の出資により会社「山之村牧場」が設立され、2009年（平成21年）4月29日、約1年半ぶりに山之村牧場は再開された。入園料無料。

## 製品
食品加工プラントとして肉加工房と乳加工房を施設内に有し、ソーセージ、ハム、ベーコン、ヨーグルト、ドリンクヨーグルト、牛乳プリンを生産している。牧場の観光部門は冬季に休業するが、プラントは年間を通して稼働する。
施設名改称後、一部の製品には「天空の牧場 山之村」と記載するようになったが、多くの製品は山之村牧場ブランドを使用し続けている。

### 加工肉製品
- あらびきソーセージ

山之村牧場の主力製品。岐阜県産の豚肉を使用していることを売りとしている。
- 黒胡椒ソーセージ
- ハーブソーセージ

2011年の新商品。
- ミルクソーセージ

2011年の新商品。牛乳が入った白いソーセージである。
- 山辛ソーセージ

2011年の新商品。

### 乳製品
- ジャージー牛乳
- ナチュラルヨーグルト
- ドリンクヨーグルト
- 白雪プリン

牛乳プリン。やや小さなカップに入った物は「白雪姫プリン」と名付けられている。